# Yoskar Sarante
Yoskar Sarante Ventura (Villas Agrícolas, Santo Domingo; 2 de enero de 1970- Orlando, Florida; 28 de enero de 2019), conocido artísticamente como El Prabú, fue un cantante de bachata dominicano.

## Biografía
Era el segundo de los hijos de Domingo Sarante y Ramona Ventura. Desde su infancia estuvo vinculado al arte. Según Yoskar Sarante, el joven artista dijo que de niño caminaba con su padre por parques y plazas públicas cantando mientras su padre lo acompañaba a la guitarra, y así se ganaban la vida. Dio sus primeros pasos hacia el merengue y perteneció al Grupo Internacional Melao, una banda de merengue en la República Dominicana. Participó en varios concursos para niños, destacando el programa más popular de la temporada "Mundo Infantil". Trabajó con el movimiento de la nueva bachata y participó en compilaciones como Bachata típico y The Rough Guide to Bachata. Durante su carrera, fue invitado a cantar para el alcalde en el Estadio de los Mets de Nueva York, lo que le valió algunos elogios en los Estados Unidos. Fue ampliamente conocido internacionalmente por su música que trataba temas románticos.
El 28 de enero de 2019, falleció en un hospital en Orlando (Florida) a causa de fibrosis pulmonar.

## Discografía
- El Prabu (1994)
- Niña Sedienta (1996)
- Si Fuera Ella (1998)
- Llora Alma Mía (2000)
- No Es Casualidad (2002)
- Viví (2004)
- Parada 37 (2006)
- Vuelve vuelve (2008)
- Insuperable (2014) 
 Le Pregunto Al Amor (2016) [re-released]
- Quien Eres Tu (2016)

## Logros Notables
Algo insólito de notar es que una canción hecha en 1996 por yoscar (Amor a Medio Tiempo , Yoskar Sarante) de la producción : Niña sedienta sea número uno por más de 10 semanas y contando. 25 años después de haberse grabado suena como nueva en 2021, ya que lo hizo con a su Kaory La Latina Cuchupoma. De igual forma suena con insistencia otra canción llamada: Tu el  y Yo de la producción : si fuera ella 1998 y suena en diciembre del 2021 También es super notable Su canción 'súbete a la Joskaneta'